# Stade omnisports de Malouzini
Stade omnisports de Malouzini – wielofunkycjny stadion znajdujący się w Moroni stolicy Komorów. Wokół obiektu znajdują się boiska treningowe i inna sportowa infrastruktura. Stadion został oddany do użytku w maju 2019. Budowa trwała 3 lata. Na jego terenie mecze rozgrywa reprezentacja Komorów w piłce nożnej. Stadion może pomieścić 10 726 widzów.